# Гафуров
Гафуров (на таджикски: Ғафуров) е град в Таджикистан, административен център на Гафуровски район, Согдийска област. Населението на града през 2016 година е 19 300 души (по приблизителна оценка).

## История
Селището получава статут на град през 1965 година.

## Население
| Година | Население |
| ------ | --------- |
| 1989   | 18 916    |
| 1991   | 18 200    |
| 2000   | 15 000    |
| 2007   | 15 700    |
| 2010   | 16 900    |
| 2016   | 19 300    |